# Spiloscapha bakeri
Spiloscapha bakeri – gatunek chrząszcza z rodziny czarnuchowatych i podrodziny Diaperinae.

## Taksonomia
Gatunek ten opisany został po raz pierwszy w 2010 roku przez Rolanda Grimma na łamach „Stuttgarter Beiträge zur Naturkunde”. Jako lokalizację typową wskazano Sandakan w malezyjskim Sabahu na Borneo. Epitet gatunkowy nadano na cześć Charlesa Fullera Bakera, który w 1912 roku odłowił holotyp.

## Morfologia
Chrząszcz o podługowato-owalnym w zarysie ciele długości 3 mm i szerokości 1,6 mm. Oskórek jest brunatnoczarny z lekko rozjaśnionymi barkami pokryw i żółtobrązowymi członami czułków pierwszym, drugim, trzecim i ostatnim.
Głowa jest grubo punktowana, na nadustku i czole gęściej niż na ciemieniu. Nadustek ma przednią krawędź ściętą, szew epistomalny jest zatarty, a policzki przeciętnie sklepione i ukośne, tworzące występy silnie wcinające się w oczy.
Trapezowate, podobnie jak głowa punktowane przedplecze ma lekko wykrojoną, na bocznych odcinkach obrzeżoną krawędź przednią, rozwarte kąty przednie, lekko zakrzywione i ku przodowi zbieżne, obwiedzione szeregiem punktów szczecinkowych krawędzie boczne, proste kąty tylne i bardzo lekko zafalowaną, nieobrzeżoną krawędź tylną. Przeciętnie sklepione pokrywy mają słabo zaznaczone rządki przytarczkowe, po osiem szeregów punktów między nimi a krawędziami bocznymi oraz płaskie, drobno i skąpo punktowane międzyrzędy, z których pierwszy, trzeci, piąty i siódmy dysponują szeregami punktów szczecinkowych.

## Rozprzestrzenienie
Owad orientalny, endemiczny dla Malezji i Borneo, znany tylko z miejsca typowego.